# Душан Лазич
Душан Лазич (Dušan Lazić, 1937) — сербський дипломат. Надзвичайний і Повноважний Посол Сербії в Україні.

## Біографія
Народився 1937 року в Белграді. Закінчив Белградський університет, юридичний факультет. Володіє англійською та російською мовами.
Кар'єру розпочав журналістом в щотижневику «Економічна політика»; був асистентом-дослідником в Інституті міжнародного профспілкового руху.
Працював чиновником у службі іноземної політики — Міжнародного відділу Центрального комітету Комуністичного союзу Югославії, посадах Голови
Групи аналізу та планування, Голови першого політичного відділу, радника у Федеративному секретаріаті іноземних справ. Двічі був Послом Югославії в СРСР.
У 1975–1979 рр. — радник з політичних питань.
У 1984–1988 рр. — радник міністра закордонних справ.
У 1992–1993 рр. — Посол Федеративної Республіки Югославія в Росії.
У 1993–2000 рр. — займався консалтинговою практикою.
У 2002 — отримав посаду Генерального секретаря Міністерства закордонних справ Югославії. Чинний член Форуму міжнародних стосунків європейського руху Сербії, радником із закордонної політики Міністерства закордонних справ Сербії.
З листопада 2009 року — Надзвичайний і Повноважний Посол Сербії в Україні.